# Bruno Mathsson

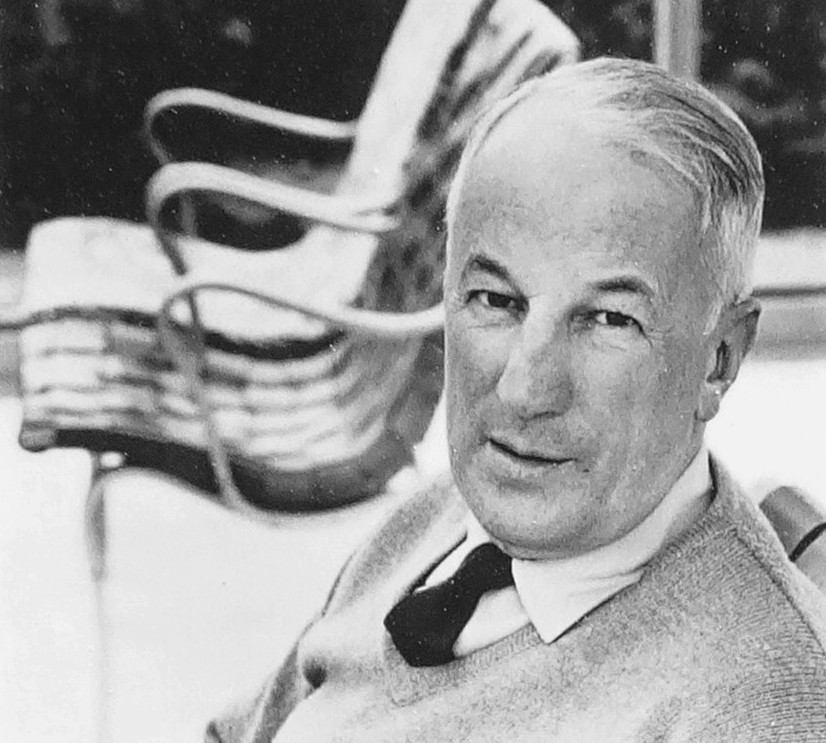
Bruno Mathsson med designklassikern "Eva" i bakgrunden.

Bruno Mathsson, född 13 januari 1907 i Värnamo, död 17 augusti 1988 i Värnamo, var en svensk möbelformgivare och arkitekt. Han är en av Sveriges internationellt mest kända möbelformgivare. 

## Liv och arbete

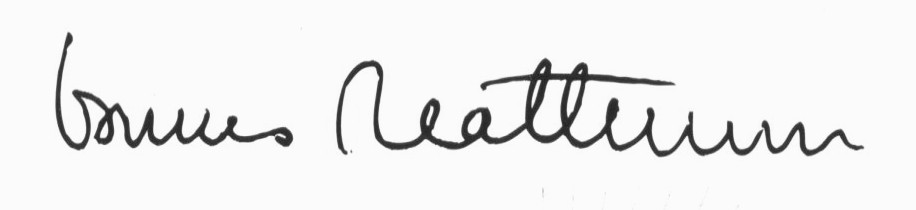
Mathssons signatur.

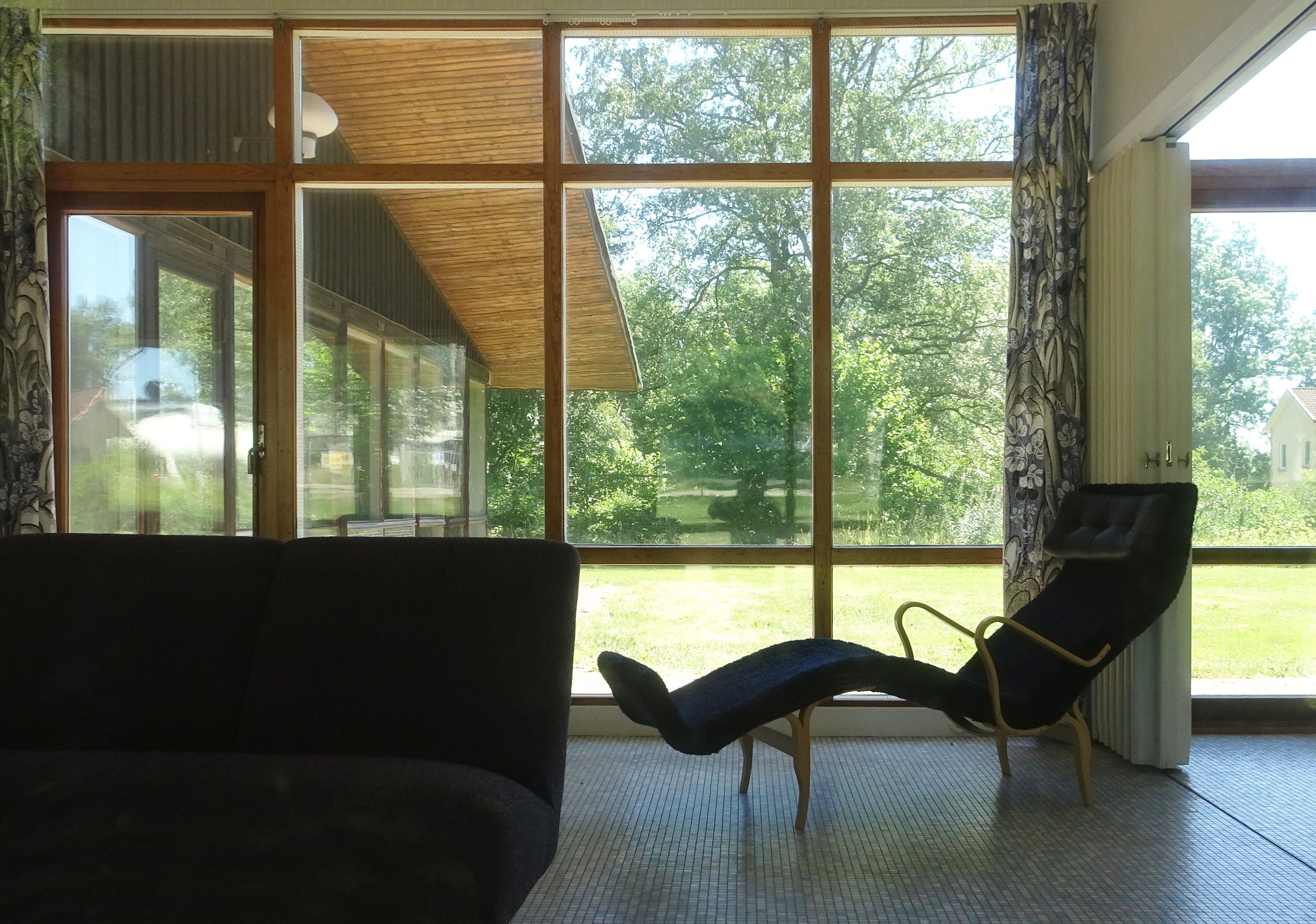
Kosta glashus med Pernillastolen, 2018.

Mathsson växte upp i huset som också rymde fadern Karls möbelsnickeri, på Tånnögatan 17 intill Apladalen i Värnamo. Det var där han lärde sig hantverket och kom att verka under största delen av sitt liv. Snickeriet tillverkade företrädesvis klassiska möbler men den unge Mathsson sökte snart nya vägar; genom diverse möbeltidningar, som han lånade från Röhsska Konstslöjdmuseet, fick han snart upp ögonen för de funktionalistiska idealen.   
Det första beställningsarbetet Mathsson fick var Gräshoppan. Den hade träram med sits av sadelgjord och ritades 1931 på beställning av Värnamo lasarett. Stolarna uppskattades dock varken av personalen eller patienterna och stuvades undan på lasarettets vind. Mathsson gav sig dock inte och fortsatte att utforska sittandets mekanik såväl praktiskt som teoretiskt. Mathsson experimenterade fram möbler med böjlimningsteknik och fick år 1936 möjlighet att ställa ut sina möbler på en separatutställning på Röhsska Konstslöjdmuseet. Utställningen innebar ett genombrott och han inbjöds att delta i världsutställningen i Paris 1937 året därpå. 
Framgångarna innebar hektiska år för det lilla familjeföretaget som sålde det mesta av sin produktion på export. Andra världskrigets utbrott 1939 satte stopp för expansionen och Mathsson blev hänvisad till den inhemska marknaden. Under denna tid tog han bland annat fram den klassiska vilstolen Pernilla 2 (1944) och liggstolen Pernilla 3 (1945), döpt efter journalisten Pernilla Tunberger som besökt honom för en intervju för Dagens Nyheter 1943 (se Pernillastolen). 
Han fortsatte att utveckla sina produkter och 1953 presenterades det praktiska och utfällbara matbordet Maria Flap. Mathssons hustru Karin Swärd fick också en möbel uppkallad efter sig. Den stoppade fåtöljen Karin hade förkromat stativ och presenterades 1969. I samarbete med den danske poeten och matematikern Piet Hein utvecklades bordet Superellips och Spännbenet som senare producerades av den svenska möbeltillverkaren Bruno Mathsson International AB och det danska möbeltillverkaren Fritz Hansen. Under 1960- och 1970-talen hade Bruno Mathsson och möbeltillverkaren DUX ett nära och kreativt samarbete vilket gav upphov till flera tidlösa designklassiker, exempelvis fåtöljerna Jetson och Karin.
Mathsson fick ett flertal utmärkelser, bland annat Svenska Slöjdföreningens Gregor Paulsson-statyett (1955), Prins Eugen-medaljen (1965), riddare av Vasaorden (1967), medlem av The Royal Society of Art, London (1978) samt tilldelad professors namn av svenska regeringen (1981).
Förutom stolar, fåtöljer och bord konstruerade Mathsson även 35 så kallade glashus i Sverige, Danmark, Nederländerna och Portugal, bland andra Villa Prenker i Kungsör. Flera av dessa hade ett patenterat fönstersystem – Bruno Pane – vilket möjliggjorde stora öppna väggytor. Flera av dessa hus är byggnadsminnesmärkta, däribland Bruno Mathssons sommarhus i Frösakull i Halmstad som byggdes 1960.
Mathsson är representerad vid bland annat Röhsska museet och Nationalmuseum.

## Byggnader (urval)
- 1950 – Utställningslokal ("glashus") i Värnamo
- 1951 – Skolan i Renström
- 1954 – Utställningslokal ("glashus") för Kosta glasbruk i Kosta
- 1956 – Kosta glashus, radhuslänga för Kosta glasbruk i Kosta
- 1955 – Villa Prenker i Kungsör
- 1960 – Bruno Mathssons sommarhus i Frösakull

## Bilder, byggnader (urval)

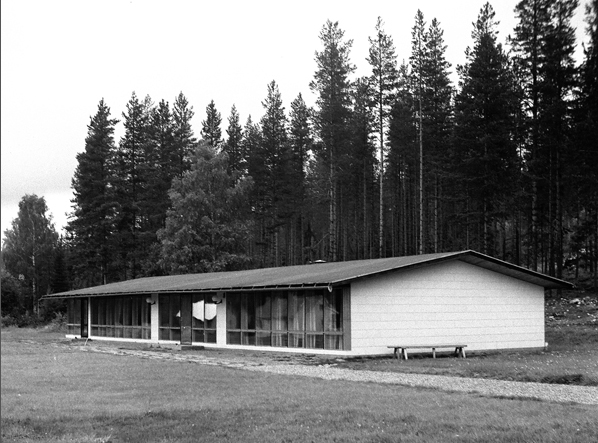
Renströmsskolan
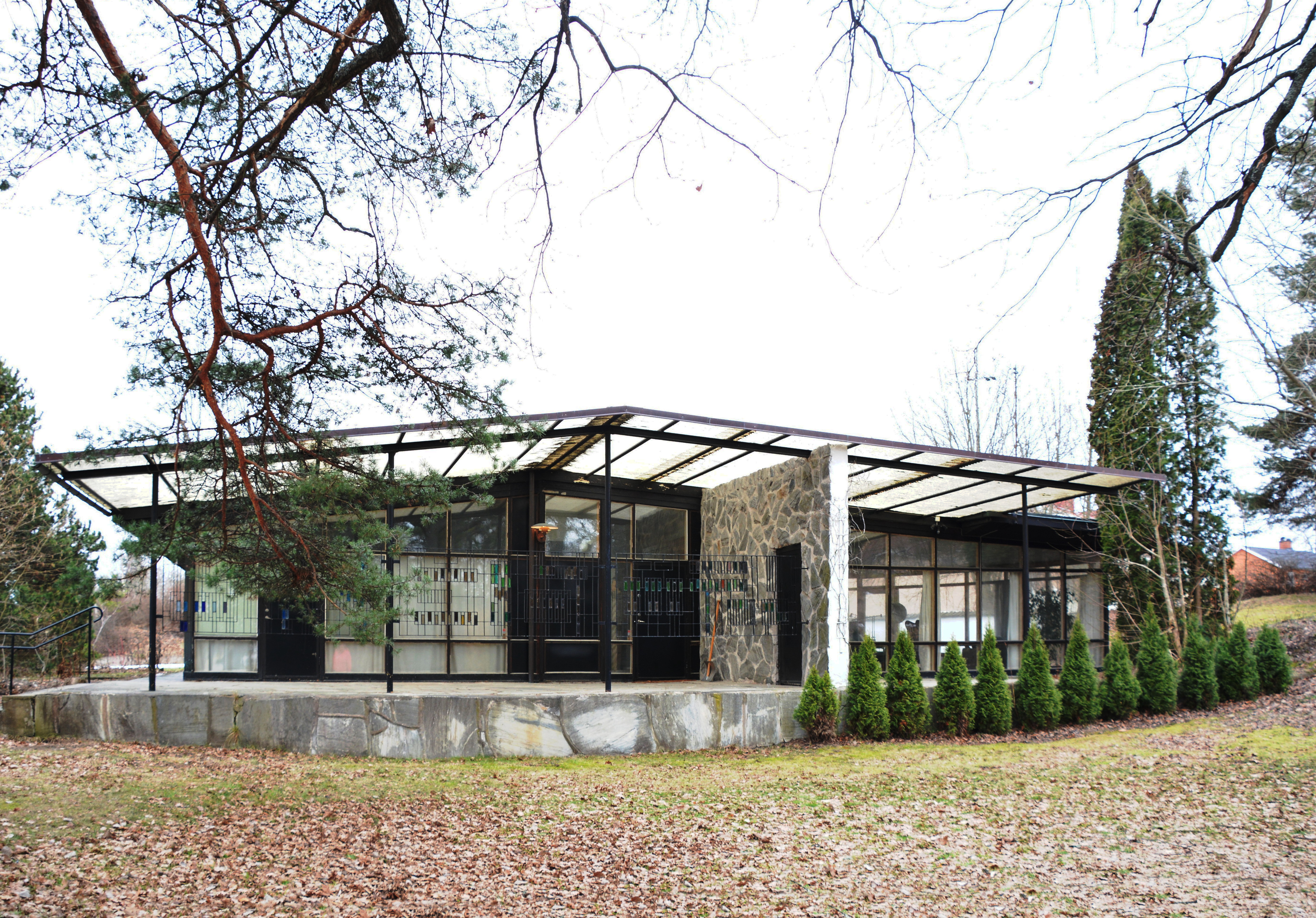
Villa Prenker
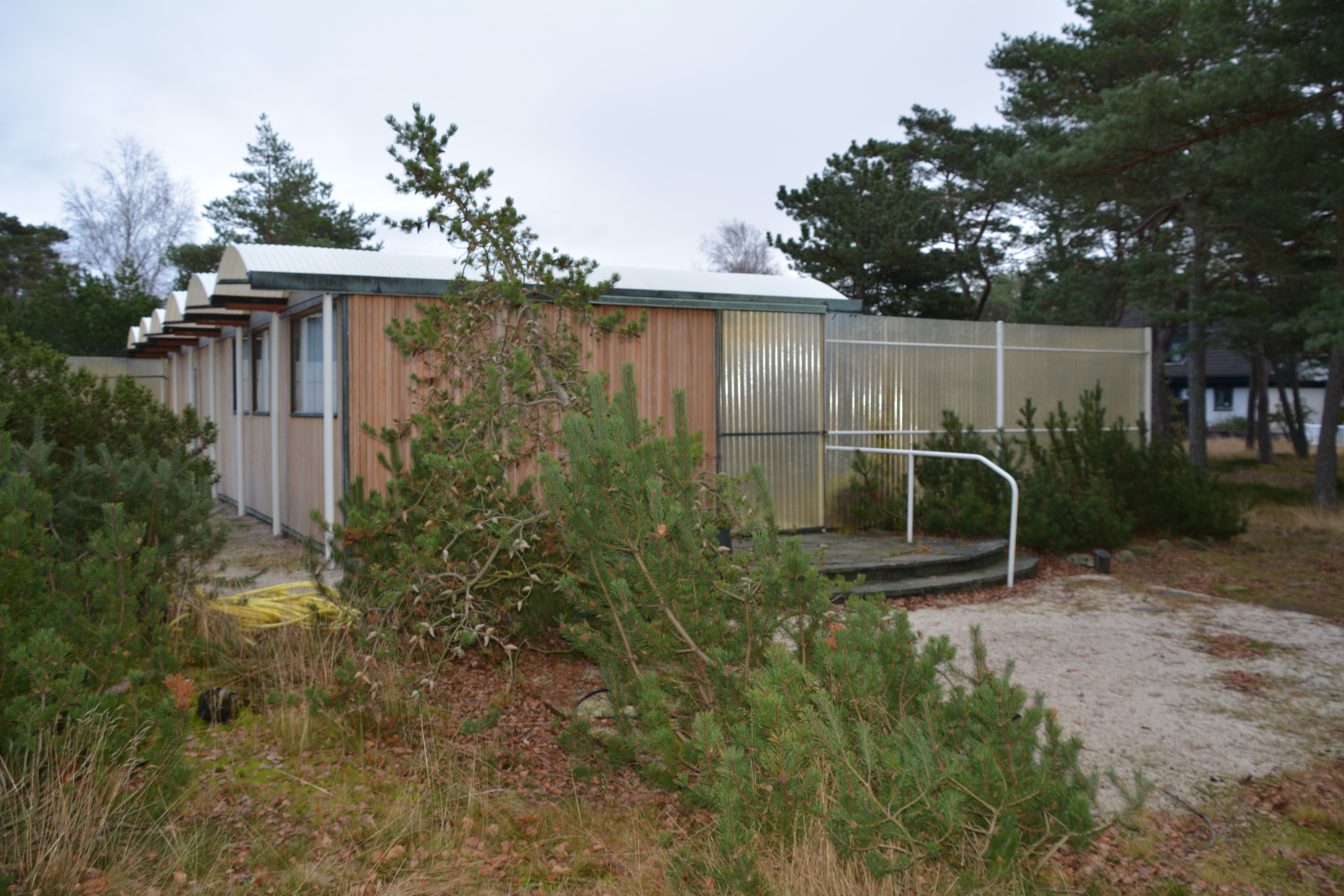
Bruno Mathssons sommarhus
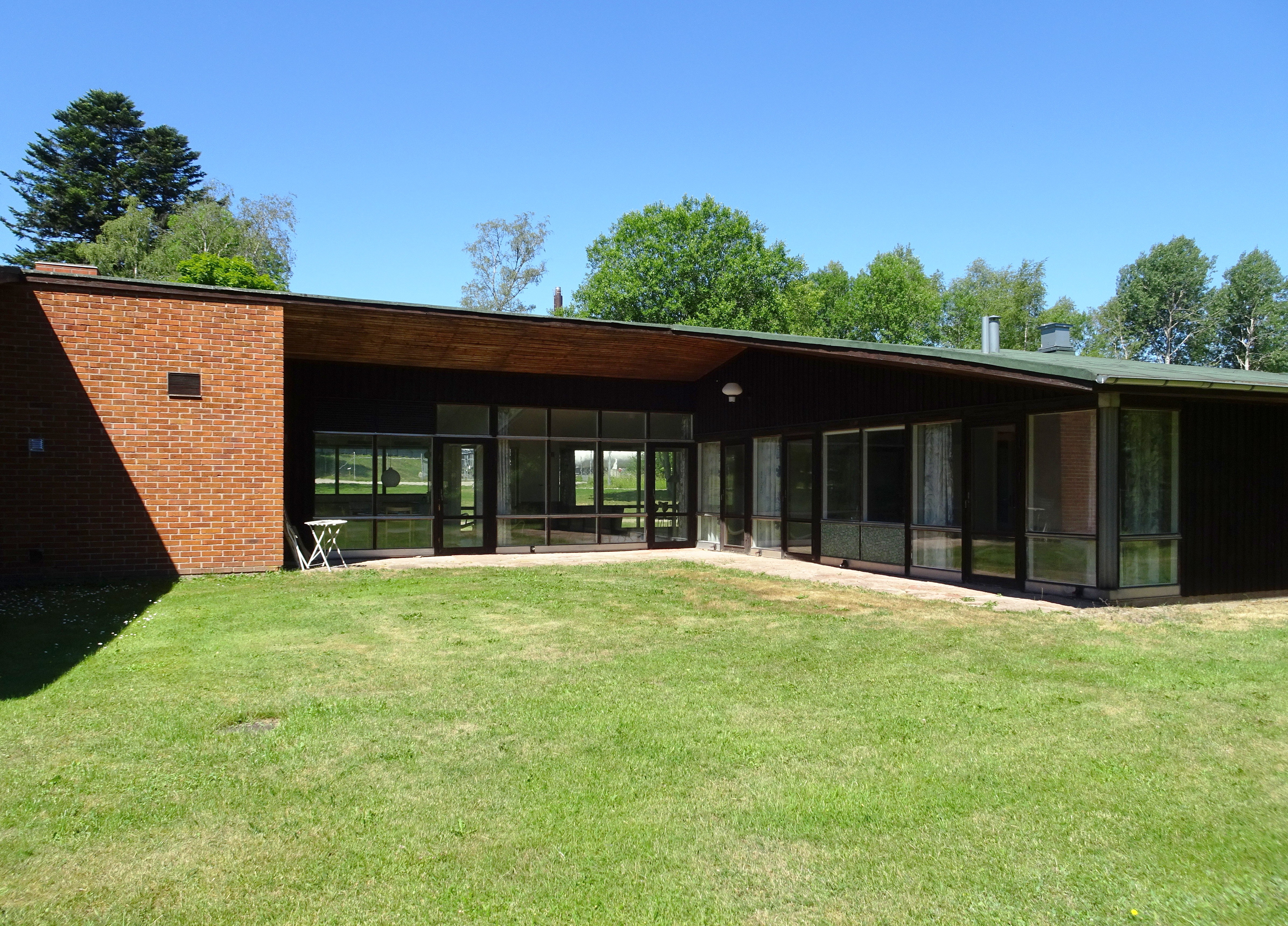
Kosta glashus, innergården

## Formgivna möbler (urval)
- Anna (taburett), 1945
- Annika (bord), 1936
- Berlin (dagbädd), 1957
- Bokkrubba, 1941
- Bord Kuggen (bord), 1983
- BM65 (stol), 1965
- Eva, 1941 (ursprungsdesign 1933, finns även i en hög version)
- Fällbord, 1935
- Gräshoppan, 1931
- Jetson 66 (stol), 1965
- Jetson Bord
- Karin (stol)
- Migo (fåtölj)
- Mia (stol), 1972-1973
- Milton/Mirja (stol), 1975-1978 (finns även i en hög version)
- Mimat (stol)
- Mina (stol), 1978 (ursprungsdesign 1942)
- Minister (fåtölj), 1986
- Mio (stol), 1981
- Miranda och Mifot (stol och liggstol med fotpall), 1941
- Mistral (arbetsstol), 1983
- Modell 36 (liggstol)
- Paris (dagbädd),
- Pelarbord, 1986
- Pernilla (stol), 1944, finns i flera versioner
- Supercirkelbord, 1964, samarbete med Piet Hein
- Superellips (bord), 1964, samarbete med Piet Hein
- Trisupercirkelbord, 1964, samarbete med Piet Hein
- Ulla (säng)

## Bilder, möbler (urval)

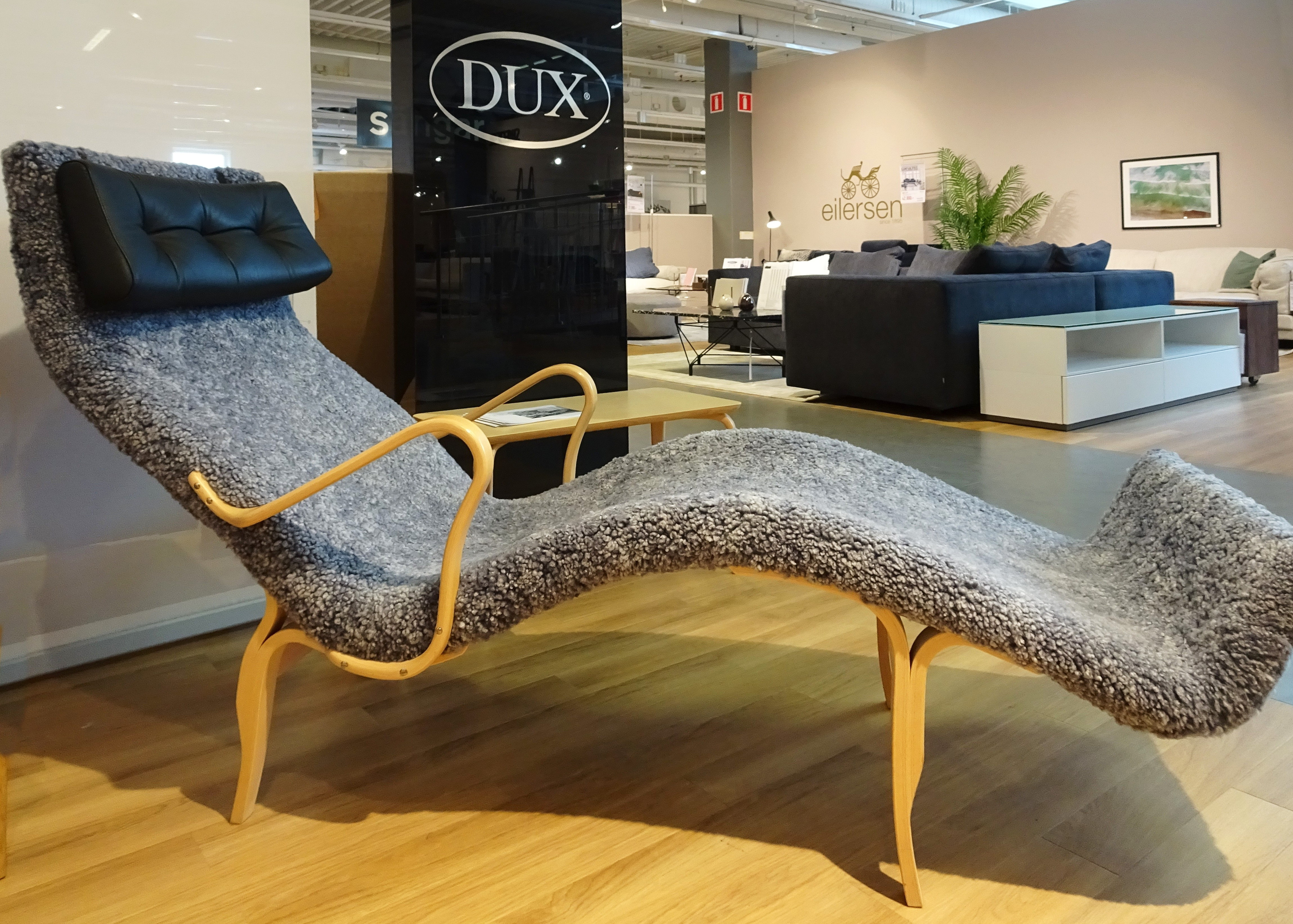
"Pernilla 3"
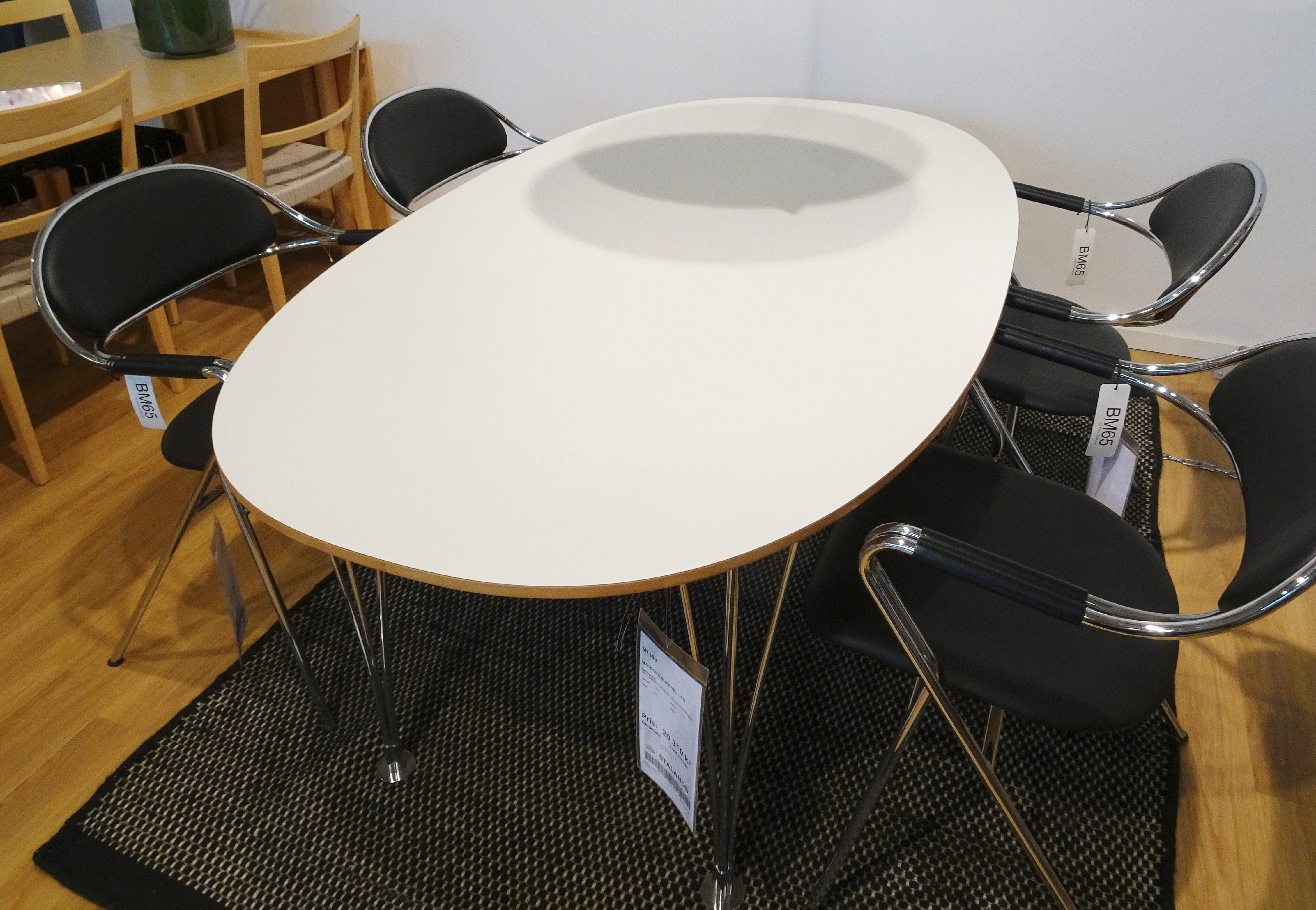
"Superellips" med stolar "BM 65"
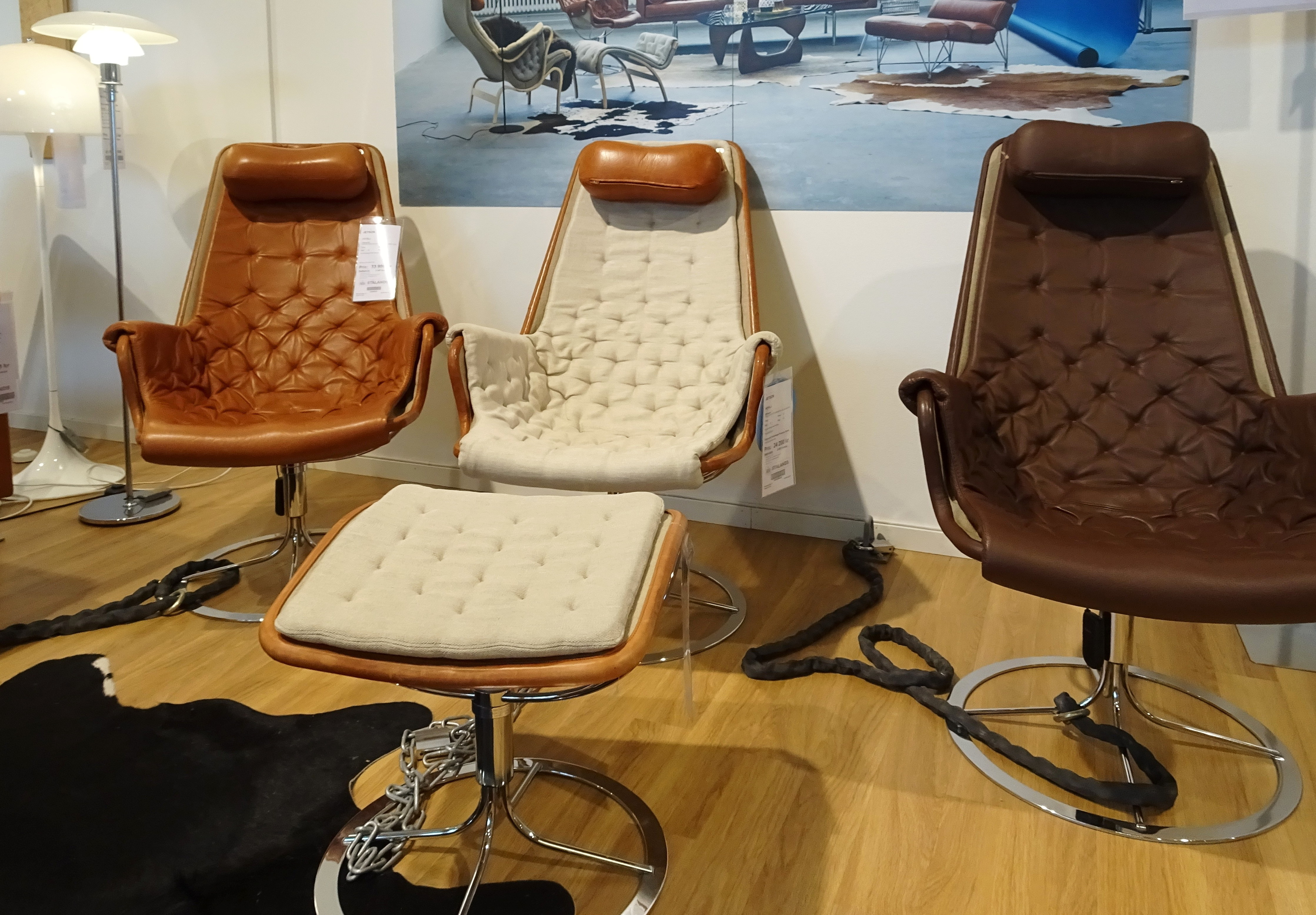
"Jetson 69"
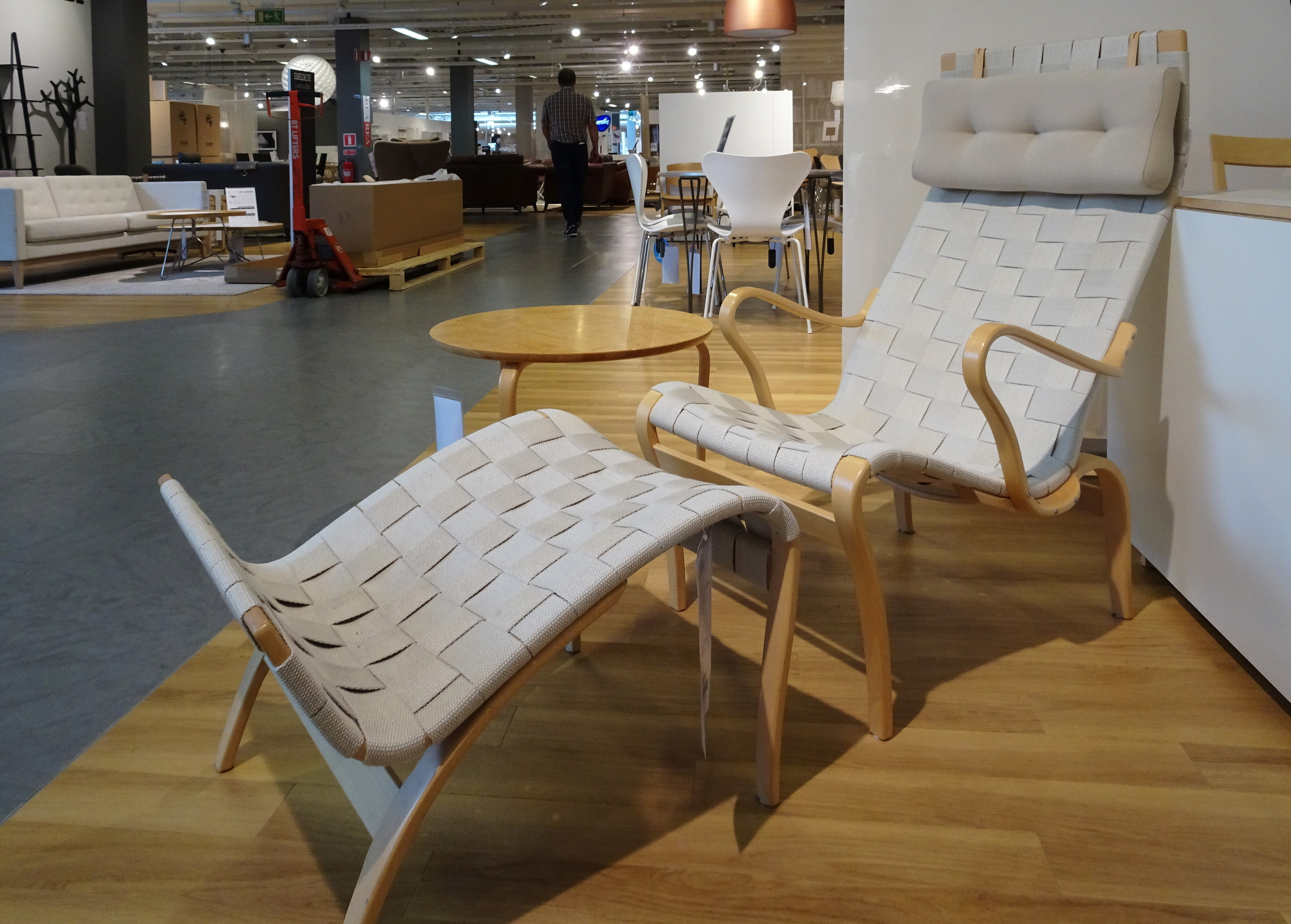
"Pernilla 2"